# 日本名画遺産
『日本名画遺産』（にほんめいがいさん）は、オフィスワイケーが2008年（平成20年）1月11日にリリースをスタートした、日本映画のパブリックドメイン作品および新東宝作品を中心としたDVDのレーベルである。 定価1,000円/1,500円/2,000円のライン。『日本名画遺産』に先行・後続する同社のシリーズ、および発売元のオフィスワイケーについても述べる。⇒ #オフィスワイケー

## 略歴
1. 2008年1月11日、赤盤10巻・緑盤10巻リリース（定価税込1,029円）
2. 2010年10月13日、新東宝森繁シリーズ10巻・新東宝歌謡映画シリーズ10巻リリース（定価税込1,554円）
3. 2012年3月1日、歌謡映画傑作選10巻・喜劇映画傑作選10巻リリース（定価税込1,575円）、戦争映画傑作選10巻・日本映画戦前・戦後傑作選20巻リリース（定価税込2,100円）

## 概要
必ずしもパブリックドメイン作品ばかりではなく、新東宝が製作あるいは配給した作品を扱っている。ディスクプランが発売した『日本名作劇場』に比してリリース題と原題の乖離が少ないのが特徴である。著しい改題には、『晴れ姿 伊豆の佐太郎』（監督中川信夫、1953年）を『唄祭り 佐太郎三度笠』としてリリースしているものがある。

## フィルモグラフィ

### 新東宝歌謡映画シリーズ
1. 『憧れのハワイ航路』BYK-101 : 原題同
  - 監督斎藤寅次郎、脚本八住利雄、主演岡晴夫、製作・配給新東宝、1950年4月1日公開、収録78分 / 原版同[1]
2. 『夜來香』BYK-102 : 原題同
  - 監督市川崑、脚本松浦健郎・市川崑、主演上原謙、製作新東宝・昭映プロダクション、配給新東宝、1951年1月13日公開、収録86分 / 原版83分[2]
3. 『銀座カンカン娘』BYK-103 : 原題同
  - 監督島耕二、脚本山本嘉次郎・中田晴康、主演高峰秀子、製作新東宝、配給東宝、1949年8月16日公開、収録69分 / 原版68分[3]
4. 『芸者ワルツ』BYK-104 : 原題同
  - 監督渡辺邦男、脚本笠原良三、主演竜崎一郎、製作・配給新東宝、1952年10月2日公開、収録84分 / 原版同[4]
5. 『上海帰りのリル』BYK-105 : 原題同
  - 監督島耕二、脚本椎名文・島耕二、主演水島道太郎、製作新東宝・綜芸プロダクション、配給新東宝、1952年4月4日公開、収録81分 / 原版85分[5]
6. 『東京の夜は泣いている』BYK-106 : 原題同
  - 監督曲谷守平、脚本柳川創造・大野康豊、主演宇津井健、製作・配給新東宝、1961年3月22日公開、収録81分 / 原版84分[6]
7. 『バナナ娘』BYK-107 : 原題同
  - 監督志村敏夫、脚本中田晴康、主演並木路子、製作新東宝・青柳プロダクション、配給新東宝、1950年8月27日公開、収録74分 / 原版同[7]
8. 『娘十六ジャズ祭り』BYK-108 : 原題『娘十六ジャズ祭』
  - 監督井上梅次、脚本赤坂長義・京中太郎、主演雪村いづみ、製作・配給新東宝、1954年1月9日公開、収録92分 / 原版同[8]
9. 『モンテンルパの夜は更けて』BYK-109 : 原題同
  - 監督青柳信雄、脚本八住利雄、主演上原謙、製作・配給新東宝、1952年10月9日公開、収録82分 / 原版同[9]
10. 『湯の町夜曲 月の出の接吻』BYK-110 : 原題『月の出の接吻』
  - 監督中川信夫、脚本福井吉良、主演近江俊郎、製作・配給新東宝、1950年3月14日公開、収録72分 / 原版70分[10]

### 新東宝森繁シリーズ
1. 『アツカマ氏とオヤカマ氏』EYK-001 : 原題同
  - 監督千葉泰樹、脚本笠原良三、主演上原謙、製作・配給新東宝、1955年7月19日公開、収録90分 / 原版同[11]
2. 『腰抜け二刀流』EYK-002 : 原題同
  - 監督並木鏡太郎、脚本三村伸太郎、主演轟夕起子、製作佐藤プロダクション、配給新東宝、1950年9月26日公開、収録76分 / 原版92分[12]
3. 『チャッカリ夫人とウッカリ夫人』EYK-003 : 原題同
  - 監督渡辺邦男、脚本神谷量平、主演久慈あさみ、製作・配給新東宝、1952年4月24日公開、収録90分 / 原版同[13]
4. 『東京ロマンス 重盛君上京す』EYK-004 : 原題『重盛君上京す』
  - 監督渡辺邦男、脚本岸松雄、主演森繁久弥、製作・配給新東宝、1954年6月22日公開、収録91分 / 原版同[14]
5. 『のんき裁判』EYK-005 : 原題同
  - 監督渡辺邦男、脚本渡辺邦男・川内康範、主演藤田進、製作・配給新東宝、1955年4月24日公開、収録91分 / 原版同[15]
6. 『ブンガワンソロ』EYK-006 : 原題同
  - 監督市川崑、脚本和田夏十・市川崑、主演池部良、製作・配給新東宝、1951年10月19日公開、収録92分 / 原版93分[16]
7. 『森繁の新婚旅行』EYK-007 : 原題同
  - 監督渡辺邦男、脚本キノトール・三木鮎郎・小野田勇、主演森繁久弥、製作・配給新東宝、1956年1月14日公開、収録85分 / 原版同[17]
8. 『森繁の新入社員』EYK-008 : 原題同
  - 監督渡辺邦男、脚本川内康範、主演森繁久弥、製作・配給新東宝、1955年3月21日公開、収録91分 / 原版同[18]
9. 『森繁のデマカセ紳士』EYK-009 : 原題同
  - 監督渡辺邦男、脚本須崎勝弥、主演森繁久弥、製作・配給新東宝、1955年9月6日公開、収録90分 / 原版同[19]
10. 『森繁のやりくり社員』EYK-010 : 原題同
  - 監督渡辺邦男、脚本川内康範、主演森繁久弥、製作・配給新東宝、1955年7月5日公開、収録92分 / 原版同[20]

### 日本名画遺産

#### 赤盤
1. 『長谷川一夫の銭形平次 捕物控平次八百八町』STD-101 : 原題『銭形平次捕物控 平次八百八町』
  - 監督佐伯清、脚本冬島泰三・佐伯清、主演長谷川一夫、製作新東宝・新演伎座、配給東宝、1949年8月8日公開、収録61分 / 原版96分[21]
2. 『唄祭り 佐太郎三度笠』STD-102 : 原題『晴れ姿 伊豆の佐太郎』
  - 監督中川信夫、脚本三村伸太郎、主演高田浩吉、製作・配給新東宝、1953年5月19日公開、収録68分 / 原版88分[22]
3. 『あばれ行燈』STD-103 : 原題同
  - 監督・脚本渡辺邦男、主演鶴田浩二、製作・配給新東宝、1956年1月3日公開、収録83分 / 原版同[23]
4. 『危うし! 伊達六十二万石』STD-104 : 原題『危し! 伊達六十二万石』
  - 監督山田達雄、脚本三村伸太郎、主演嵐寛寿郎、製作・配給新東宝、1957年12月3日公開、収録89分 / 原版同[24]
5. 『稲妻奉行』STD-105 : 原題同
  - 監督山田達雄、脚本村松道平・内田弘三、主演嵐寛寿郎、製作・配給新東宝、1958年1月15日公開、収録70分 / 原版72分[25]
6. 『浮かれ狐千本桜』STD-106 : 原題同
  - 監督斎藤寅次郎、脚本八住利雄、主演和田孝、製作・配給新東宝、1954年12月28日公開、収録84分 / 原版同[26]
7. 『歌くらべ荒神山』STD-107 : 原題同
  - 監督斎藤寅次郎、脚本八住利雄、主演広沢虎造、製作新東宝・新芸術プロダクション、配給新東宝、1952年7月24日公開、収録88分 / 原版同[27]
8. 『関八州勢揃い』STD-108 : 原題同
  - 監督安田公義、脚本池上金男・椎名文、主演大河内伝次郎、製作・配給新東宝、1954年7月6日公開、収録84分 / 原版同[28]
9. 『剣侠江戸紫』STD-109 : 原題同
  - 監督並木鏡太郎、脚本三村伸太郎、主演大河内伝次郎、製作・配給新東宝、1954年5月10日公開、収録113分 / 原版同[29]
10. 『近藤勇 池田屋騒動』STD-110 : 原題同
  - 監督池田菁穂、脚本井手雅人、主演嵐寛寿郎、製作・配給新東宝、1953年4月29日公開、収録91分 / 原版93分[30]

#### 緑盤
1. 『風雲急なり大阪城 真田十勇士総進軍』STD-111 : 原題同
  - 監督中川信夫、脚本仲津勝義・武部弘道、主演田崎潤、製作・配給新東宝、1957年2月27日公開、収録70分 / 原版同[31]
2. 『清水次郎長伝』STD-112 : 原題同
  - 監督並木鏡太郎、脚本三村伸太郎、主演高田浩吉、製作・配給新東宝、1952年9月25日公開、収録83分 / 原版同[32]
3. 『珍説忠臣蔵』STD-113 : 原題同
  - 監督斎藤寅次郎、脚本八住利雄、主演花菱アチャコ、製作・配給新東宝、1953年1月3日公開、収録87分 / 原版同[33]
4. 『「高田の馬場」より 中山安兵衛』STD-114 : 原題『中山安兵衛』
  - 監督佐伯清、脚本友田昌二郎・佐伯清、主演嵐寛寿郎、製作新東宝・新芸術プロダクション、配給新東宝、1951年3月31日公開、収録95分 / 原版94分[34]
5. 『殴られた石松 仁侠三人男』STD-115 : 原題『殴られた石松』
  - 監督渡辺邦男、脚本木下藤吉、主演片岡千恵蔵、製作・配給新東宝、1951年12月21日公開、収録66分 / 原版85分[35]
6. 『番場の忠太郎』STD-116 : 原題同
  - 監督中川信夫、脚本三村伸太郎、主演若山富三郎、製作・配給新東宝、1955年3月29日公開、収録86分 / 原版同[36]
7. 『平手造酒』STD-117 : 原題同
  - 監督並木鏡太郎、脚本橋本忍、主演山村聡、製作・配給新東宝、1951年11月2日公開、収録64分 / 原版107分[37]
8. 『名月佐太郎笠』STD-118 : 原題同
  - 監督冬島泰三、脚本松浦健郎、主演高田浩吉、製作・配給新東宝、1955年11月1日公開、収録83分 / 原版同[38]
9. 『紋三郎の秀』STD-119 : 原題同
  - 監督・脚本冬島泰三、主演高田浩吉、製作・配給新東宝、1955年1月15日公開、収録91分 / 原版同[39]
10. 『桂小五郎と近藤勇 竜虎の決戦』STD-120 : 原題同
  - 監督並木鏡太郎、脚本三村伸太郎、主演嵐寛寿郎、製作・配給新東宝、1957年1月3日公開、収録70分 / 原版同[40]

#### 歌謡映画傑作選
1. 『高原の駅よさようなら』KHD-001 : 原題同
  - 監督中川信夫、脚本山下与志一、主演、製作・配給新東宝、1951年10月5日公開、収録76分 / 原版同[41]
2. 『湯の町悲歌』KHD-002 : 原題同
  - 監督野村浩将、脚本佃血秋、主演山根寿子、製作新東宝、配給東宝、1949年5月24日公開、収録61分 / 原版同[42]
3. 『泣くな小鳩よ』KHD-003 : 原題同
  - 監督毛利正樹、脚本佐谷流平、主演岡晴夫、製作青柳プロダクション、配給新東宝、1950年7月8日公開、収録81分 / 原版同[43]
4. 『異国の丘』KHD-004 : 原題同
  - 監督渡辺邦男、脚本渡辺邦男・北沢誠、主演上原謙、製作新東宝・渡辺プロダクション、配給東宝、1949年4月25日公開、収録91分 / 原版同[44]
5. 『リルを探してくれないか 風の噂のリル』KHD-005 : 原題『風の噂のリル』
  - 監督島耕二、脚本浅野辰雄・須藤勝弥、主演水島道太郎、製作・配給新東宝、1952年7月3日公開、収録89分 / 原版同[45]
6. 『影を慕いて』KHD-006 : 原題同
  - 監督野村浩将、脚本山下与志一・野村浩将、主演上原謙、製作新東宝、配給東宝、1949年12月25日公開、収録87分 / 原版同[46]
7. 『北上川悲歌』KHD-007 : 原題同
  - 監督曲谷守平、脚本今村文人、主演田浦正巳、製作第一プロダクション、配給新東宝、1961年5月31日公開、収録84分 / 原版同[47]
8. 『思い出月夜』KHD-008 : 原題同
  - 監督近江俊郎、脚本石井輝男・中村純一、主演高島忠夫、製作富士映画、配給新東宝、1956年6月21日公開、収録81分 / 原版同[48]
9. 『男の涙』KHD-009 : 原題同
  - 監督斎藤寅次郎、脚本小国英雄・山下与志一、主演岡晴夫、製作新東宝、配給東宝、1949年8月29日公開、収録87分 / 原版86分[49]
10. 『青春ジャズ娘』KHD-010 : 原題同
  - 監督松林宗恵、脚本北田一郎・蓮池義雄、主演江利チエミ、製作・配給新東宝、1953年9月22日公開、収録104分 / 原版同[50]

#### 喜劇映画傑作選
1. 『エノケンの天國と地獄』KHD-011 : 原題同
  - 監督佐藤武、脚本山下与志一、主演榎本健一、製作・配給新東宝、1954年10月12日公開、収録88分 / 原版同[51]
2. 『黄門と弥次喜多 からす組異変』KHD-012 : 原題同
  - 監督並木鏡太郎、脚本木下藤吉、主演古川ロッパ、製作宝プロダクション、配給新東宝、1951年7月13日公開、収録79分 / 原版84分[52]
3. 『金語楼の三等兵』KHD-013 : 原題同
  - 監督曲谷守平、脚本川内康範、主演柳家金語楼、製作・配給新東宝、1959年1月15日公開、収録72分 / 原版65分[53]
4. 『誰よりも金を愛す』KHD-014 : 原題同
  - 監督斎藤寅次郎、脚本笠原良三、主演三木のり平、製作・配給新東宝、1961年2月2日公開、収録86分 / 原版85分[54]
5. 『ハワイ珍道中』KHD-015 : 原題同
  - 監督斎藤寅次郎、脚本八住利雄、主演花菱アチャコ、製作・配給新東宝、1954年9月14日公開、収録89分 / 原版88分[55]
6. 『高島忠夫の坊ぼん罷り通る』KHD-016 : 原題『坊ぼん罷り通る』
  - 監督近江俊郎、脚本杉本彰・松井稔、主演高島忠夫、製作富士映画、配給新東宝、1958年8月17日公開、収録79分 / 原版同[56]
7. 『名探偵アジャパー氏』KHD-017 : 原題同
  - 監督佐伯幸三、脚本笠原良三・淀橋太郎・中田龍雄、主演伴淳三郎、製作・配給新東宝、1953年7月7日公開、収録100分 / 原版99分[57]
8. 『私は嘘は申しません』KHD-018 : 原題同
  - 監督斎藤寅次郎、脚本館岡謙之助・朝日奈喬、主演松原緑郎、製作しばたプロダクション、配給新東宝、1961年4月5日公開、収録81分 / 原版同[58]
9. 『アチャコ青春手帖 第一話東京篇』KHD-019 : 原題『アチャコ青春手帖 東京篇』
  - 監督野村浩将、脚本山崎謙太、主演花菱アチャコ、製作吉本プロダクション、配給新東宝、1952年8月28日公開、収録82分 / 原版同[59]
10. 『太陽娘と社長族』KHD-020 : 原題同
  - 監督小森白、脚本内田弘三、主演久保菜穂子、製作富士映画、配給新東宝、1958年5月18日公開、収録73分 / 原版同[60]

#### 戦争映画傑作選
1. 『天皇・皇后と日清戦争』JKL-001 : 原題同
  - 監督並木鏡太郎、脚本館岡謙之助、主演嵐寛寿郎、製作・配給新東宝、1958年3月14日公開、収録121分 / 原版同[61]
2. 『皇室と戦争とわが民族』JKL-002 : 原題同
  - 監督小森白、脚本内田弘三、主演嵐寛寿郎、製作・配給新東宝、1960年6月11日公開、収録96分 / 原版95分[62]
3. 『静かなり暁の戦場』JKL-003 : 原題同
  - 監督小森白、脚本久板栄二郎、主演天知茂、製作・配給新東宝、1959年9月4日公開、収録94分 / 原版92分[63]
4. 『重臣と青年将校 陸海軍流血史』JKL-004 : 原題同
  - 監督土居通芳、脚本村山俊郎、主演宇津井健、製作・配給新東宝、1958年9月28日公開、収録79分 / 原版同[64]
5. 『戦雲アジアの女王』JKL-005 : 原題同
  - 監督野村浩将、脚本関沢新一・小野沢寛、主演高倉みゆき、製作・配給新東宝、1957年12月28日公開、収録95分 / 原版同[65]
6. 『日本敗れず』JKL-006 : 原題同
  - 監督阿部豊、脚本館岡謙之助、主演早川雪洲、製作・配給新東宝、1954年10月20日公開、収録102分 / 原版同[66]
7. 『東支那海の女傑』JKL-007 : 原題同
  - 監督小野田嘉幹、脚本内田弘三・下村堯二、主演高倉みゆき、製作・配給新東宝、1959年5月15日公開、収録80分 / 原版同[67]
8. 『野戦看護婦』JKL-008 : 原題同
  - 監督・脚本野村浩将、主演鶴田浩二、製作新東宝・児井プロダクション、配給新東宝、1953年7月14日公開、収録91分 / 原版92分[68]
9. 『姑娘と五人の突撃兵』JKL-009 : 原題同
  - 監督並木鏡太郎、脚本川内康範・織田清司、主演宇津井健、製作・配給新東宝、1958年6月22日公開、収録70分 / 原版同[69]
10. 『波涛を越えて 真珠湾入港 / い号潜水艦 白骨の帰還』JKL-010 : 原題『波濤を越えて 真珠湾入港』『い号潜水艦 白骨の帰還』
  - 監督村田達二、製作新東宝教育映画部、配給新東宝、1958年6月15日公開、収録合計65分 / 原版41分[70]
  - 構成中井義、製作・配給新東宝、1958年8月10日公開、同上 / 原版23分[71]

## オフィスワイケー
株式会社オフィスワイケーは、日本のビデオメーカーである。会社概要は下記の通りである。
- 名称 : 株式会社オフィスワイケー
- 本社所在地 : 東京都立川市羽衣町3-3-25
- 事業内容 : 音楽CD・DVD・カセットテープ・ビデオソフトの企画・制作・販売・並びに輸入業務